# Benedict (Maryland)
Benedict – jednostka osadnicza w Stanach Zjednoczonych, w stanie Maryland, w hrabstwie Charles.